# Utu (Hiiumaa)
Koordinaten: 58° 48′ N, 22° 43′ O
Utu ist ein Dorf (estnisch küla) in der Landgemeinde Hiiumaa (bis 2017: Landgemeinde Käina). Es liegt auf der zweitgrößten estnischen Insel Hiiumaa (deutsch Dagö).

## Beschreibung
Utu (deutsch Utto) hat 8 Einwohner (Stand 31. Dezember 2011). Die Fläche des Dorfes beträgt 1,9 Quadratkilometer.
Der Ort liegt an der Ostsee-Bucht von Jausa (Jausa laht).